# El Senyor dels Anells: La Germandat de l'Anell
El Senyor dels Anells: La Germandat de l'Anell (títol original en anglès, The Lord of the Rings: The Fellowship of the Ring) és una pel·lícula de fantasia de l'any 2001 dirigida per Peter Jackson i basada en la en el primer volum d'El Senyor dels Anells, obra de J. R. R. Tolkien. Tenint com escenari la Terra Mitjana, la història conta les maquinacions d'en Sàuron, el creador de l'Anell Únic, per tal de retrobar l'anell en qüestió, objecte de gran poder. L'anell, però, havia estat trobat pel hòbbit Bilbo Saquet (Ian Holm), que l'havia llegat al seu nebot Frodo Saquet (Elijah Wood). El destí de la Terra Mitjana depèn de l'anell, ja que la seva destrucció comportaria la fi d'en Sàuron i, per tant, el salvament del món de ser esclavitzat pel Senyor Fosc. Així doncs, en Frodo i vuit companys més formen la Germandat de l'Anell i viatgen cap al sud amb la intenció d'assolir el Mont del Fat, a la terra de Mórdor, l'únic lloc en tota la Terra Mitjana on l'anell pot ser destruït. El 19 de desembre de 2001 es va estrenar la versió doblada al català en dotze sales de cinema de Catalunya i una de Mallorca, ja que la majoria van decidir programar la versió en castellà.
Realitzada el 2001, va resultar un èxit de taquilla, guanyant més de 870 milions de dòlars arreu del món i convertint-se així en la segona estrena més reeixida del 2001 als EUA i el món (darrere de Harry Potter i la pedra filosofal) fet que la convertí, aleshores, en la cinquena pel·lícula en guanyar més diners en tota la història. Avui és la quinzena pel·lícula en haver recaptat més diners. Guanyà cinc premis BAFTA, incloent les nominacions a la millor pel·lícula i el millor director.
L'edició especial expandida en DVD fou estrenada el 12 de novembre del 2002.

## Argument
El pròleg, dit per na Galàdriel, mostra el Senyor Fosc Sàuron forjant l'Anell Únic per tal d'apoderar-se de les contrades i pobles de la Terra Mitjana. Una Última Aliança d'Elfs i Homes és formada per lluitar contra les forces d'en Sàuron als peus del Mont del Fat, però en Sàuron mata n'Eléndil, l'Alt Rei dels Homes. Son fill, el príncep Isíldur, pren ràpidament l'espasa trencada de son pare, Nàrsil, i colpeja la mà d'en Sàuron, tallant-ne uns dits d'entre els quals hi ha el que duu l'Anell Únic. Amb això en Sàuron és mort i el seu exèrcit finalment vençut. Malgrat tot, com que en Sàuron havia dipositat el seu poder en l'Anell quan el forjà el Senyor Fosc no serà completament mort ni vençut fins que el mateix anell sigui destruït. Isíldur pren l'anell per a si però aquest el posseeix fent que l'ara rei rebutgi destruir-lo al Mont del Fat quan en té l'ocasió. Més tard, retornant al seu regne n'Isíldur i la seva companyia són atacats per una banda d'orcs. Tot i que n'escapa viu l'Anell Únic no tarda a trair-lo i el rei és finalment assassinat i perdut al riu Ànduin. Perdut n'Isíldur en aquell riu també s'hi perd l'anell, el qual és trobat mil·lennis més tard per en Gòl·lum, el qual se'l queda i l'amaga durant cinc segles en les profunditats de la terra. Els poders de l'anell li atorguen una llarga però desgraciada vida. Com que l'anell està lligat a en Sàuron aqueix té voluntat pròpia i desitja ser trobat pel seu creador. Així doncs, un bon dia l'anell abandona en Gòl·lum a la seva cova per tal que en Sàuron el recuperi, però en la seva fugida es creua amb el hòbbit Bilbo Saquet, que n'esdevé el nou amo amb molt pesar d'en Gòl·lum. En Bilbo retorna a la seva llar, a La Comarca, amb l'anell, i fins aquí na Galàdriel ens introdueix en la història de l'Anell de Poder. A partir d'aquí la trama continua seixanta anys després d'aquests esdeveniments.
Amb motiu del seu 111è aniversari en Bilbo llega l'anell al seu nebot i hereu adoptiu, en Frodo Saquet. El mag Gàndalf aviat descobreix que l'anell és en realitat l'Anell Únic, i que en Sàuron ha retornat i el cerca. Sense pensar-s'ho dues vegades en Gàndalf demana a en Frodo que marxi de La Comarca amb l'anell i l'insta a quedar amb ell mateix a Bree. En Gàndalf marxa ràpidament per trobar-se amb el cap de la seva ordre, en Sàruman, per discutir-ne els assumptes relatius a en Sàuron i l'anell. Més endavant en Frodo acaba marxant amb el seu company Sam. A Ísengard en Sàruman revela a en Gàndalf que els Nazgûl o Espectres de l'Anell han sortit de Mórdor per capturar l'anell i matar-ne el portador. Havent, en efecte, entrat dins la pugna per l'anell, en Sàruman empresona en Gàndalf al capdamunt d'Òrthanc. Des de la seva presó el mag oberva com els orcs al servei d'en Sàruman comencen a foradar el subsòl d'Ísengard a la recerca de mineral per forjar les armes d'un nou exèrcit. En les profunditats d'Ísengard també són creats una nova raça d'orcs, més forts i ràpids, els Uruk-hai.
Mentre van cap a Bree en Frodo i en Sam topen amb dos hòbbits: en Merry i en Pippin. Després d'amagar-se d'un Espectre de l'Anell que viatjava per la mateixa carretera que ells decideixen anar al més ràpidament possible fins a Bree. A la fonda El Cavallet Presumit, a Bree, coneixen un home anomemat Gambús, un muntaner que els insta a seguir-lo fins a Rivendell. Els quatre hòbbits hi accedeixen perquè el muntaner sap de l'existència dels Nazgûl i perquè en Gàndalf no ha acudit a la cita que havia acordat amb en Frodo i en Sam. Després de viatjar durant uns dies per les terres d'Àrnor passen una nit a la Pica del Temps, on el grup és atacat pels Espectres de l'Anell. En Gambús lluita per foragitar-los però en Frodo és ferit per un dels atacants amb un coltell de Mórgul. Per culpa de la ferida en Frodo emmalalteix molt de pressa i el grup es veu obligat a arribar ràpidament a Rivendell per curar-lo. Intentant assolir la seva meta el grup és perseguit de ben a prop pels Nazgûl mentre l'elfa Arwen s'emporta en Frodo a Rivendell, on és curat pel pare d'ella, n'Élrond.
A Rivendell en Frodo es retroba finalment amb en Gàndalf, que li explica per què no aparegué a Bree tal com havien acordat (empresonat a Òrthanc, n'havia escapat volant amb l'ajuda d'una àliga). Mentrestant hi ha molts encontres entre altres persones i n'Élrond els convoca a tots a un consell per decidir que es fa amb l'Anell Únic. Al consell s'explica que l'anell només pot ésser destruït en els focs del Mont del Fat, el lloc on fou forjat. Això vol dir que algú l'ha de portar fins a Mórdor, al reialme d'en Sàuron, a tocar de la seva fortalesa, Bàrad-dûr. Tot plegat és una empresa ben perillosa, però en Frodo s'ofereix per dur l'anell fins a Mórdor quan la resta del consell encara discuteix acaloradament què se n'ha de fer, de l'anell. Finalment es crea una germandat de nou companys en representació de les races lliures de la Terra Mitjana: en Frodo, en Sam, en Merry, en Pippin, en Gàndalf i en Gambús (que es mostra com a Àragorn, descendent d'Isíldur i hereu legítim al tron de Góndor); en representació dels elfs hi ha en Légolas, mentre que en Guimli representa als nans i en Bóromir va com a representant de Góndor. Així doncs els nou companys formen la Germandat de l'Anell. La Germandat marxa de Rivendell i pren rumb cap al sud. No volent acostar-se gaire a Ísengard en Gàndalf pretén passar pel Pas del Caradhras, però la màgia d'en Sàruman hi envia una tempesta de neu i vent que els impedeix el pas. En Guimli insisteix a travessar la muntanya per sota, a través de les mines de Mòria, on viu en Balin, cosí d'en Guimli. Un cop a dins descobreixen que l'intent d'en Balin de refundar el reialme nanminaire de Mòria havia acabat en desgràcia. La Germandat és atacada pels orcs que prengueren a en Balin el reialme, així com per un trol de les cavernes, i es troben cara a cara amb un Bàlrog, un antic dimoni de foc i ombra, al Pont de Khazad-dûm. En Gàndalf s'enfronta amb el Bàlrog al pont, permetent a la resta de la germandat escapar de Mòria però provocant la caiguda del dimoni i d'ell mateix al profund abisme que hi ha sota el pont.
La germandat, sense en Gàndalf, fuig a correcuita fins al reialme èlfic de Lothlórien, on són acollits i protegits pels seus governants, na Galàdriel i el seu marit en Cèleborn. Mentre descansen en Bóromir explica a n'Àragorn els problemes que assetgen Góndor i el desig del poble de veure-hi un rei fort que el salvi de la destrucció. En Frodo es troba a soles amb na Galàdriel, la qual li conta que el destí del hòbbit és destruir l'anell. Abans que la germandat marxi de Lothlórien na Galàdriel fa un regal a cadascun dels seus membres: a en Frodo li regala un flascó de vidre que conté la llum d'Eàrendil, i els altres membres reben altres obsequis de la dama elfa. Deixant Lórien la germandat viatja pel riu Ànduin aigües avall cap a Parth Galen. Poc després de desembarcar-hi en Bóromir tracta de prendre l'anell a en Frodo, creient que és l'única manera de salvar Góndor. En Frodo i en Bóromir forcegen però el hòbbit escapa quan es posa l'anell al dit i esdevé invisible. N'Àragorn troba en Frodo més tard, però a diferència d'en Bóromir deixa que el hòbbit marxi perquè l'anell representa un perill massa proper per als seus companys. Mentrestant la resta de la germandat és atacada per Uruk-hai que cerquen el portador de l'anell a instàncies d'en Sàruman. En Merry i en Pippin, conscients que en Frodo els deixa per seguir el seu destí, distreuen els orcs permetent la marxa d'en Frodo. En Bóromir s'enfronta als orcs que ara van darrere d'en Merry i en Pippin, però rep massa fletxes enemigues i no pot evitar que els dos hòbbits siguin raptats pels orcs d'en Sàruman. N'Àragorn, en Légolas i en Guimli troben en Bóromir i aquest, abans de morir, els confessa com lamenta haver intentat prendre l'anell a en Frodo. La captura dels dos hòbbits força n'Àragorn, en Légolas i en Guimli a perseguir l'horda orca per tal d'alliberar en Merry i en Pippin d'una mort segura. Això deixa via lliure a en Frodo, que marxa cap a Mórdor amb la companyia d'en Sam.

## Postproducció
Les pel·lícules d'El Senyor dels Anells es van rodar en negatiu i, en total, es van utilitzar aproximadament 1.200.000 metres de pel·lícula, dels quals un 70% van ser revelats.
Un equip d'editors s'encarregava d'anar amb Peter Jackson a cada escenari on es rodava amb ordinadors i realitzaven proves de rodatge. Les proves de rodatge són gravacions de prova que es fan de cada escena per tal de veure si els enquadraments són correctes, si els moviments de càmera són els que agraden al director, etc. Tot aquest material s'ha de muntar al moment per tal de poder-lo visionari, i Peter Jackson necessitava cada dia unes quatre hores per fer-ho, quan, en general, la duració d'aquestes proves no dura més de mitja hora.  

## Efectes Visuals
Peter Jackson va decidir que, com que estava rodant les pel·lícules d' El Senyor dels Anells a Nova Zelanda, el millor lloc on es podia realitzar la postproducció d'aquests films eren els estudis de Weta Digital, fundats per ell mateix uns anys enrere, el 1993, mentre rodava Criaturas Celestiales, una de les seves primeres pel·lícules. La raó per escollir el lloc, doncs, va ser, primerament, la proximitat amb les localitzacions del rodatge. D'aquesta manera els productors, director i d'altres persones encarregades de la postproducció no haurien de viatjar als Estats Units o al Regne Unit regularment.
A més d'utilitzar aquests estudis per muntar la pel·lícula, l'empresa Weta Digital va tenir un paper clau en els efectes visuals. Peter Jackson va veure molt clar que per portar l'obra de Tolkien a la pantalla gran es necessitava una tecnologia avançada aplicada al cinema per tal de mostrar el que el professor havia descrit als seus llibres.
Així doncs, amb les tècniques del SGI, un software que permet crear imatges tridimensionals, en postproducció es van poder reproduir ruïnes d'antigues ciutats èlfiques que, evidentment, no es trobaven a les localitzacions de gravació. El software SGI també va permetre a Peter Jackson barrejar metratge de grans plans generals d'espais naturals de Nova Zelanda amb metratge fictici creat digitalment i fusionar-los. Així doncs, per exemple, a les pel·lícules hi ha plans de muntanyes reals de Nova Zelanda fusionades en serralades fictícies creades per ordinador.
Sens dubte, aquesta tecnologia no només permetia canviar la realitat rodada sinó també crear-ne de zero. Així doncs, per exemple, es va poder generar completament per ordinador l'escenari de les Mines de Moria, que no es podia recrear en un estudi donades les grans dimensions de l'espai imaginat per Tolkien.
A més, a part de generar espais, la tecnologia informàtica que s'estava començant a implementar al cinema va permetre crear criatures fantàstiques com el trol de les mines de Moria o el Balrog de Morgoth. Per tal de crear el trol de manera realista, els animadors de Weta Digital van haver de generar un esquelet per aquesta criatura i, posteriorment, afegir-hi un sistema muscular. D'aquesta manera, quan hi van afegir la pell a la capa superior, donava una sensació de realisme molt més bona.

### Captura de moviment
Per tal de donar vida a les diferents criatures creades íntegrament per software informàtic, com el trol de Moria o la criatura Gollum, es va utilitzar un sistema de captura de moviment. Aquest consisteix en enregistrar els moviments reals d'una persona en un plató per tal d'aplicar-los, posteriorment, a un ésser digital.
Peter Jackson va portar aquesta tècnica a l'extrem i va realitzar, de manera innovadora, captura de moviment de les càmeres. Va captar el moviment d'una càmera real en un plató i després va aplicar aquests moviments a les càmeres digitals que enregistren una escena creada totalment per ordinador.

### L'ús de miniatures
En qualsevol cas, no tots els efectes digitals que es van realitzar per a la primera entrega de la saga d'El Senyor dels Anells van ser creats des de zero.
En aquest sentit, i en paraules del propi Peter Jackson, quan hi ha la necessitat de generar espais ficticis en una pel·lícula, els directors poden optar per tres opcions per aconseguir-ho: les pintures, la creació mitjançant software digital o l'ús de maquetes. El director d'El Senyor dels Anells es va inclinar, en la majoria de casos, cap a l'ús de maquetes per crear localitzacions fantàstiques narrades als llibres de Tolkien. La decisió es va prendre per la facilitat que aquestes grans maquetes d'escenaris impossibles de construir donen a l'hora de moure’s al seu voltant i la logística que es necessita per gravar-les, ja que les càmeres es poden moure lliurement per les maquetes sense cap impediment natural (com per exemple, les condicions climàtiques).
A l'hora de prendre la decisió sobre a quina escala reproduir els escenaris, Richard Taylor va decidir que haurien de ser a gran escala per tal de dotar-les de major realisme, ja que com més grans són les miniatures, més nivell de detall se’ls pot aplicar, tant a la construcció d'aquestes com en l'àmbit de la posterior il·luminació de cara a l'enregistrament. Va ser per aquesta raó que entre els propis treballadors de Weta Workshop van començar a anomenar les miniatures “maxitures”, és a dir, grans miniatures. 
La Unitat de Producció de miniatures estava formada per un total de vint artistes que, seguint les instruccions del director de fotografia Alex Funke, il·luminaven les maquetes de manera que coincidís amb la il·luminació de l'escena rodada amb actors reals. Les maquetes es gravaven amb grues especials i càmeres penjades de cables que permetien moure els punts de vista amb rapidesa i uniformitat.

#### Miniatura de Rivendell

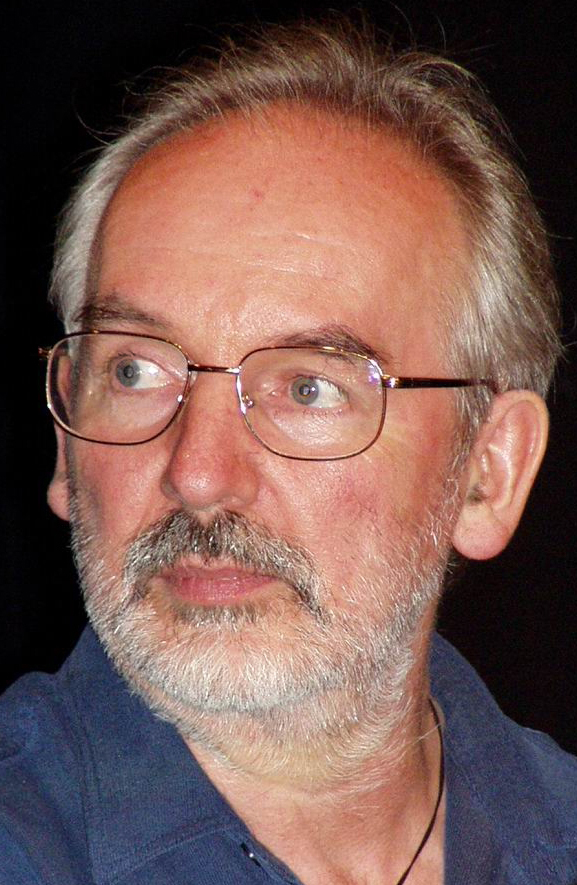
Alan Lee, il·lustrador usual de la literatura de Tolkien.

La miniatura de Imladris (Rivendell) és, segurament, la que més segueix els patrons estètics marcats per Alan Lee, l'artista principal que ha il·lustrat l'obra de Tolkien i que va col·laborar en el disseny artístic de les pel·lícules d' El Senyor dels Anells.
El mateix Alan Lee va participar de manera notable en la construcció de la maqueta de Rivendell i va dibuixar esbossos dels dissenys dels diferents edificis que s'havien d'esculpir.
En aquest cas la maqueta es va construir a escala 1:24, força més petita que les miniatures utilitzades en altres gravacions, ja que (inicialment) només s'havia d'utilitzar per rodar grans plans generals bastant llunyans. Sens dubte, finalment Peter Jackson va decidir gravar plans més pròxims a la maqueta, però no va fer falta canviar-la perquè el treball dels artistes de Weta havia estat tan minuciós, que en les gravacions no s'apreciava que es tractava d'una maqueta.

#### Miniatura de Lothlórien
Els treballadors encarregats de construir aquesta maqueta han declarat en diverses entrevistes i gravacions que la miniatura de Lothlórien va ser la més complicada de tota la saga. Això es deu al fet que, igual que en el cas de Rivendell, els dissenyadors artístics van voler ser fidels als dibuixos d'Alan Lee (en aquest cas basats en l'Art Nouveau), en els quals es mostra Lothlórien com un bosc d'arbres molt alts sobre els quals se sostenen centenars de cases èlfiques. A més, Peter Jackson volia transmetre la idea que la casa de la Galadriel era la culminació màxima del coneixement, i ho volia fer amb un joc d'il·luminació amb les branques i fulles dels arbres, cosa que feia més difícil la producció de la miniatura.
Es van construir, en un estudi dedicat íntegrament a la maqueta, vuit arbres de vuit metres d'alçada i un metre i mig de diàmetre tallats en poliestirè sobre uns estructura gegant de metall que ho sostenia tot. Cada un d'aquests arbres es va dotar de moltes branques i fulles per simular la copa dels arbres que, a l'hora de ser gravats per produir plans generals, es van omplir de fum, per donar una sensació etèria.

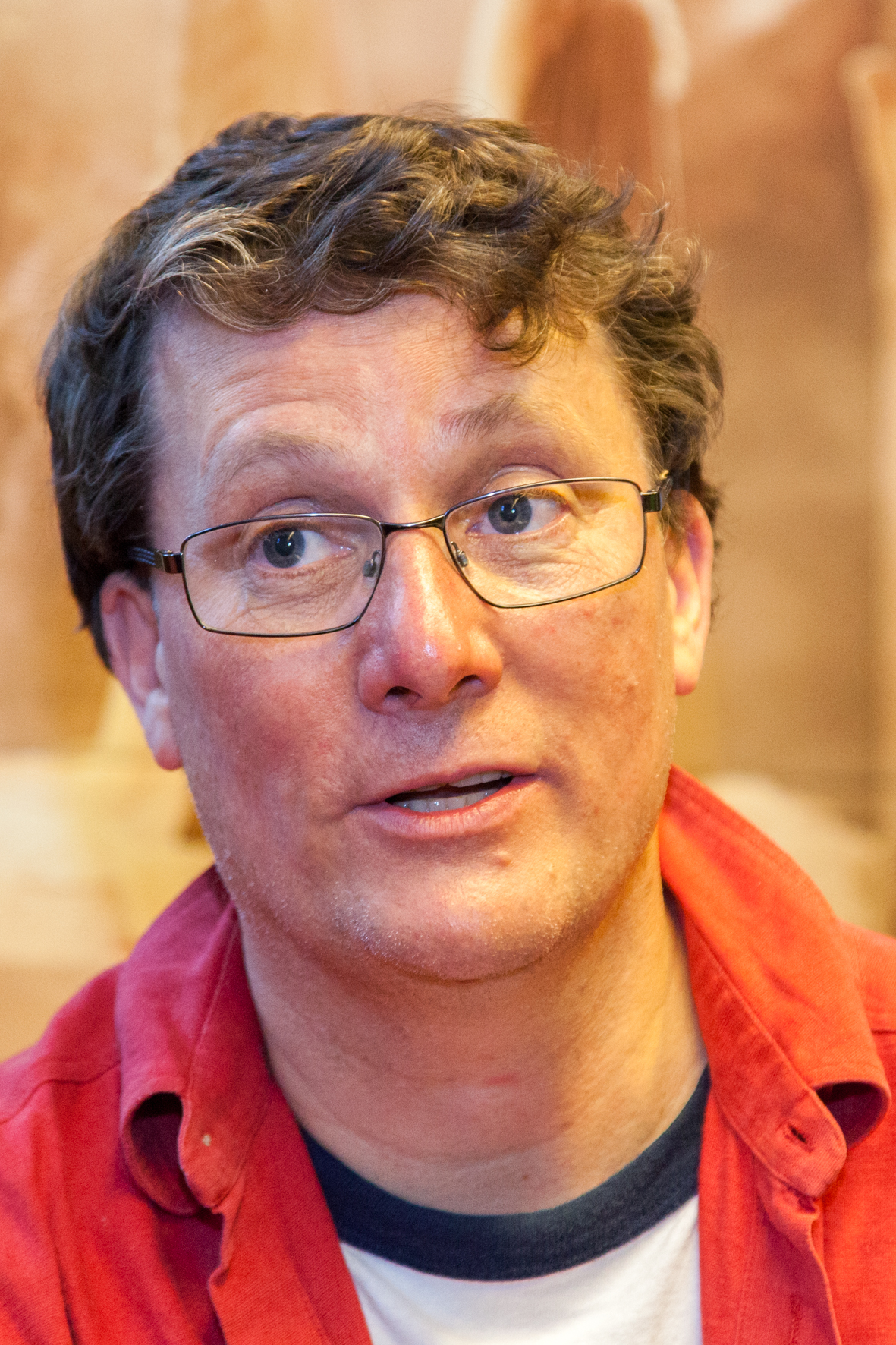
Richard Taylor, director artístic d'El Senyor dels Anells.

#### Miniatura de Isengard
En aquest cas, igualment, es va voler reproduir el dibuix de la torre d'Orthanc ideat per Alan Lee, en el qual es mostra una gran torre d'obsidiana negra, que a la maqueta es va aconseguir utilitzant resina i cera.
En aquest cas la maqueta es va realitzar a escala 2:35 per tal de poder aconseguir un nivell de detall molt alt i poder gravar-hi plans curts que poguessin ser combinats i fusionats amb plans curts de personatges.

#### Miniatura delsArgonath
En aquest cas, Alan Taylor es va inspirar, en gran manera, en les il·lustracions de John Howe per crear la maqueta d'aquestes grans estàtues.
Aquestes maquetes van ser construïdes a escala 1:60, és a dir, aproximadament un metre i mig d'alçada i esculpits en uretà, goma espuma rígida. Les escultures a mida real, segons Richard Taylor, mesurarien cent metres d'alçada.

#### Miniatures de Khazad Dum
En el cas de la maqueta de Moria, els artistes de Weta es van basar en els esbossos de les diferents parts de Moria realitzats per Alan Lee, com en les anteriors maquetes.
Per tal de poder moure la gran maqueta d'un plató a un altre, es va construir en vuit peces desmuntables que es podien transportar fàcilment. Peter Jackson volia gravar la miniatura a només cinc centímetres de distància de la maqueta, fet que va exigir un nivell de detall molt elevat als artistes.
Les grans columnes de Moria es van esculpir en resina amb un acabat que pretenia simular el marbre i els sostres de la maqueta es van esculpir en goma espuma.

### Dobles digitals
A més, hi va haver escenes on el director Peter Jackson va decidir que no valia la pena posar en perill la integritat dels actors o rodar-les en estudis amb croma i va escanejar els actors per tal d'incloure’ls en escenaris digitals. Així es van crear, per exemple, els dobles digitals que baixen les escarpades escales de Moria cap al final de la pel·lícula.

### MASSIVE
Per tal de recrear batalles amb centenars, milers o milions de soldats i poder-ho fer amb certa facilitat, Peter Jackson va contractar Stephen Regelous. El director li va encarregar crear un software que permetés crear soldats amb intel·ligència pròpia de manera que es poguessin crear grans batalles sense haver de configurar els soldats un per un. Així doncs, Regelous va crear el software MASSIVE, un sistema de simulació de conducta, que va resoldre per primer cop a la història del cinema un gran problema, com és el fet d'haver de contractar milers d'extres per rodar batalles. A partir d'aquell moment el programa era capaç de generar soldats amb autonomia pròpia que lluitaven sense haver de ser controlats individualment. Això va ajudar la postproducció a estalviar molt de temps i va simplificar la logística de gravació. A través de MASSIVE es va poder crear la batalla de la Guerra de l'Última Aliança (en la qual Sauron és derrotat per Isildur). En les pel·lícules posteriors també es va utilitzar per crear, per exemple, la batalla dels Camps de Pelènnor.

### Etalonatge digital
En paraules del propi Peter Jackson, encara que el rodatge es va dur a terme a Nova Zelanda, una terra amb uns paisatges magnífics, volia diferenciar entre aquest paisatge real i la Terra Mitja. Per fer-ho va recórrer, entre d'altres tècniques, a la gradació de color. Aquesta tècnica consisteix en escanejar les imatges rodades en negatiu i convertir-les en digital per, posteriorment, retocar tots els aspectes de color que es desitgi des d'un monitor. Entre els aspectes que es poden retocar hi ha la brillantor de la imatge, la tonalitat dels colors, la saturació d'aquests, les ombres, les llums, ... A més, aquesta tècnica permet, un cop ha estat retocada, tornar la imatge al negatiu, de manera que es retorna al punt de partida: un negatiu de 35mm.
Barrie Osborne, productor de la pel·lícula, i Andrew Lesnie, director de fotografia, van decidir deixar l'execució d'aquesta feina en mans de Peter Doyle, el qual ja havia treballat en la gradació de color anteriorment a Matrix. De totes maneres, Andrew Lesnie va controlar i va ser present durant tot el procés per tal que les imatges es veiessin com ell volia.
L'objectiu era doble: en primer lloc, donar flexibilitat al rodatge, sabent que no ha de gravar els colors tal com es veuran definitivament en pantalla i, per tant, podent allargar i canviar les hores de rodatge amb comoditat. I, en segon lloc, donar continuïtat i uniformitat a les imatges rodades des de càmeres molt diferents durant més de sis mesos en llocs molt diversos. A “La Germandat de l'Anell” hi ha escenes de diàlegs, per exemple, que van ser rodades per fragments i cada intervenció en un escenari diferent, de manera que no hi havia una coherència cromàtica en els negatius originals.
Durant la pel·lícula es pot observar com la gradació de color va ajudar a crear, per exemple, la pell blanca dels elfs de Lothlórien i tirar la imatge cap a colors blavosos.
A més, aquest retoc dels colors també va ajudar a combinar els plans rodats en maquetes i miniatures i les imatges rodades en platós reals amb fons de croma.
A part d'aquests aspectes més tècnics, la gradació de color també permet donar importància a determinades parts de la imatge i, per tant, centrar l'atenció de l'espectador en, per exemple, l'actuació dels actors, tal com es va fer en múltiples escenes de la pel·lícula, com per exemple al diàleg entre en Legolas i l'Aragorn davant la tomba d'en Balin.
Donat que el cel·luloide no permet enregistrar un gran contrast entre llums i ombres quan es roda, per exemple, en un bosc per on es filtren rajos de llum, es va utilitzar aquesta tècnica per poder detallar la imatge en les ombres i mantenir les llums ben exposades. Això es va utilitzar, sobretot, en l'escena d'Amon Sul, en la qual es produeix una batalla entre La Germandat i un grup d'Orcs. 

## Repartiment
- Elijah Wood: Frodo Saquet
- Ian McKellen: Gàndalf
- Sean Astin: Samseny Gamgí (Sam)
- Viggo Mortensen: Àragorn
- Sean Bean: Bóromir
- Christopher Lee: Sàruman
- Liv Tyler: Arwen Undómiel
- Orlando Bloom: Légolas Fullverd
- Billy Boyd: Peregrín Tuc (Pippin)

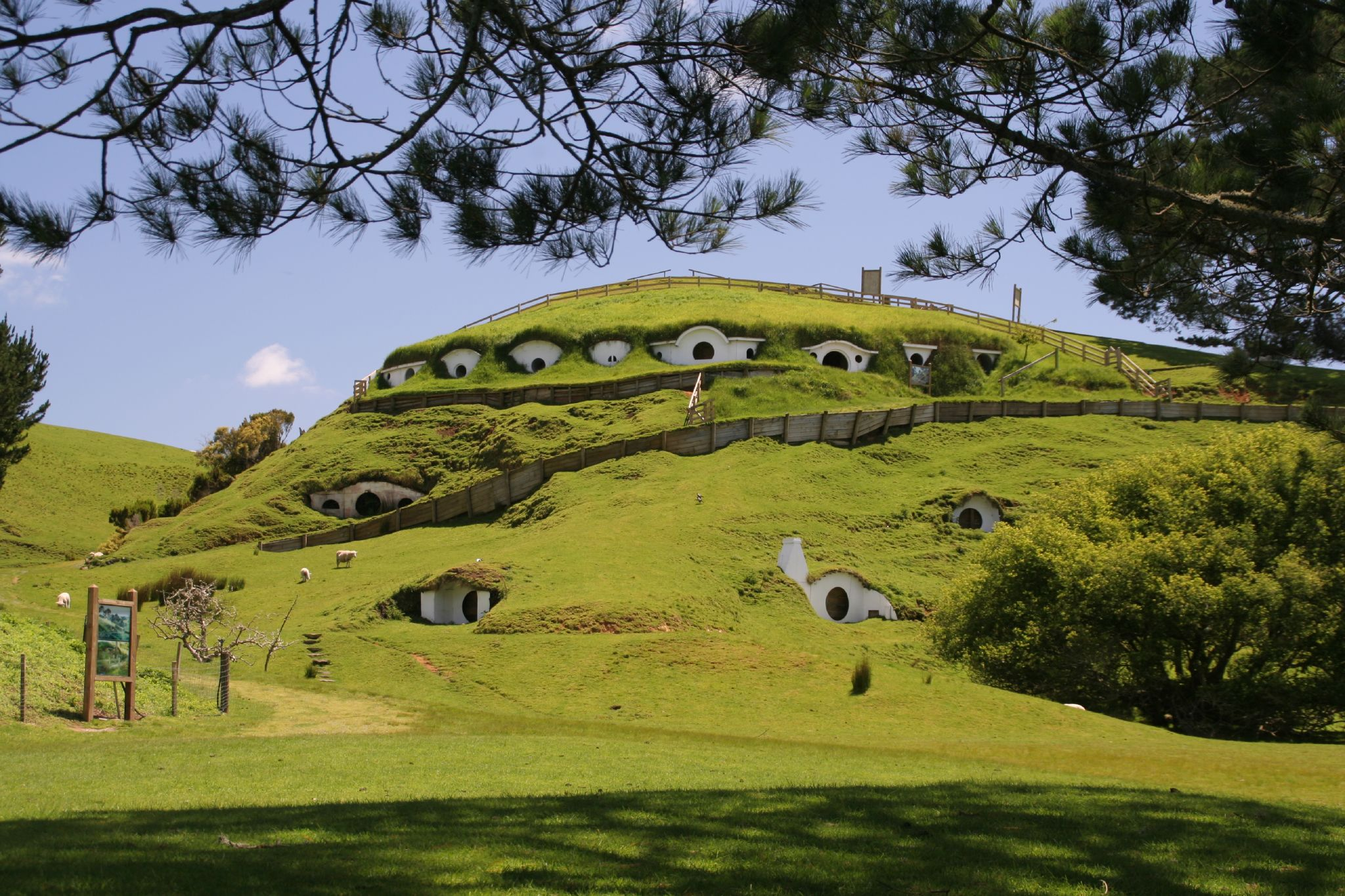
Cases dels hòbbits

- Dominic Monaghan: Meriadoc Brandiboc (Merry)
- Cate Blanchett: Galàdriel
- John Rhys-Davies: Guimli
- Hugo Weaving: Élrond
- Ian Holm: Bilbo Saquet
- Sabine Crossen: Elf de Fondcombe
- Marton Csokas: Céleborn
- Craig Parker: Hàldir
- Harry Sinclair: Isíldur
- Peter McKenzie: Eléndil
- Mark Ferguson: Guil-Galad
- Sarah McLeod: Rosa Cotó (Roseta)
- Sala Baker: Sàuron
- Lawrence Makoare: Lurtz

## Premis i nominacions

### Premis
- Oscar 2002: 
  - Oscar a la millor fotografia
  - Oscar als millors efectes visuals
  - Oscar al millor maquillatge
  - Oscar a la millor banda sonora
- Premis BAFTA:
  - BAFTA a la millor pel·lícula
  - BAFTA a la millor música
  - BAFTA als millors efectes visuals
  - BAFTA al millor maquillatge i perruqueria

### Nominacions
- Oscar 2002:
  - Oscar al millor actor secundari per Ian McKellen
  - Oscar a la millor direcció artística
  - Oscar al millor vestuari
  - Oscar al millor director
  - Oscar a la millor cançó original (Enya, Nicky Ryan and Roma Ryan for May It Be)
  - Oscar a la millor pel·lícula
  - Oscar al millor so
  - Oscar al millor guió adaptat
- Premis BAFTA:
  - BAFTA a la millor direcció
  - BAFTA a la millor fotografia
  - BAFTA al millor muntatge
  - BAFTA al millor vestuari
  - BAFTA al millor disseny de producció
  - BAFTA al millor actor
  - BAFTA al millor guió adaptat
  - BAFTA al millor so

## Anècdota
Just abans de rodar La comunitat de l'anell, l'actor Ian McKellen va protagonitzar Magnet a X-Men, de Bryan Singer. Ian McKellen va ser "alliberat" just a temps per anar a Nova Zelanda per treballar amb l'equip de Peter Jackson. Per agrair-ho a Bryan Singer, Peter Jackson li va donar una còpia del seu documental Forgotten Silver.